# Poulstrup
Poulstrup is een plaats in de Deense regio Noord-Jutland, gemeente Hjørring. De plaats telt 456 inwoners (2008). Even buiten het dorp ligt het Vrejlev klooster dat stamt uit de 13e eeuw. De kloosterkerk is de parochiekerk voor de parochie Vrejlev, waartoe ook het dorp behoort. 